# Last Ninja 3
Last Ninja 3 is een computerspel dat werd ontwikkeld en uitgegeven door System 3 Software. Het spel werd uitgebracht in 1991. Het spel speelt zich af tussen de tempels van Tibet. De speler speelt Armakuni, de laatste ninja. Het bord wordt isometrisch weergegeven.

## Platforms
| Jaar | Platform                      |
| ---- | ----------------------------- |
| 1991 | Amiga, Atari ST, Commodore 64 |
| 1994 | Amiga CD32                    |
| 2008 | Virtual Console (Wii)         |

## Ontvangst
| Beoordeeld door                | Platform            | Datum            | Score |
| ------------------------------ | ------------------- | ---------------- | ----- |
| Your Commodore                 | Commodore 64        | januari 1991     | 100%  |
| Pixel-Heroes.de                | Commodore 64        | augustus 2005    | 100%  |
| Computer and Video Games (CVG) | Commodore 64        | april 1991       | 94%   |
| Datormagazin                   | Amiga               | november 1991    | 92%   |
| ST Format                      | Atari ST            | juli 1992        | 72%   |
| Eurogamer.net (GB)             | Wii Virtual Console | 18 januari 2009  | 65%   |
| Amiga Games                    | Amiga CD32          | oktober 1994     | 61%   |
| ASM (Aktueller Software Markt) | Amiga               | december 1991    | 58%   |
| Power Play                     | Commodore 64        | augustus 1991    | 53%   |
| Nintendo Life                  | Wii Virtual Console | 13 december 2008 | 10%   |